# لورا أوزما
لورا أوزما (بالإسبانية: Laura Osma) (20 أبريل 1995 - )؛ ممثلة تلفزيون وأفلام كولومبية، وهي ابنة المنتجة السينمائية والتلفزيونية كارولينا أوزما.

## أعمالها

### مسلسلات
- كولميناريس: خرج ولم يعد!
- إل تشابو
- لا نوكتورنا
- الجنة من دون نساء
- ديومدس
- الهاربون
- أكاذيب مثالية

### أفلام
- دفاع التنانين

## وصلات خارجية
- لورا أوزما على موقع IMDb (الإنجليزية)
- لورا أوزما على موقع قاعدة بيانات الفيلم (الإنجليزية)

لم يتم العثور على روابط لمواقع التواصل الاجتماعي.